# Тушитово (Псковская область)
Тушитово — деревня в Плюсском районе Псковской области. Входит в городское поселение Плюсса.

## География
Деревня расположена на берегу реки Плюсса, к северу от районного центра — посёлка Плюсса (примыкая к нему).

## Население
| 2001 | 2002 | 2010 |
| ---- | ---- | ---- |
| 180  | ↘160 | ↘133 |

Численность населения деревни составляла 180 жителей по оценке на конец 2000 года.

## История
До 2015 года деревня входила в Плюсскую волость, до 1995 года — в Плюсский сельсовет.